# Dolní Vítkov
Dolní Vítkov (německy Nieder Wittig) je vesnice, část města Chrastava v okrese Liberec. Nachází se asi 3,5 kilometru severně od Chrastavy. Dolní Vítkov je také název katastrálního území o rozloze 4,85 km².

## Historie
První písemná zmínka o vesnici pochází z roku 1352.

## Pamětihodnosti
- Socha svatého Jana Nepomuckého

## Další fotografie

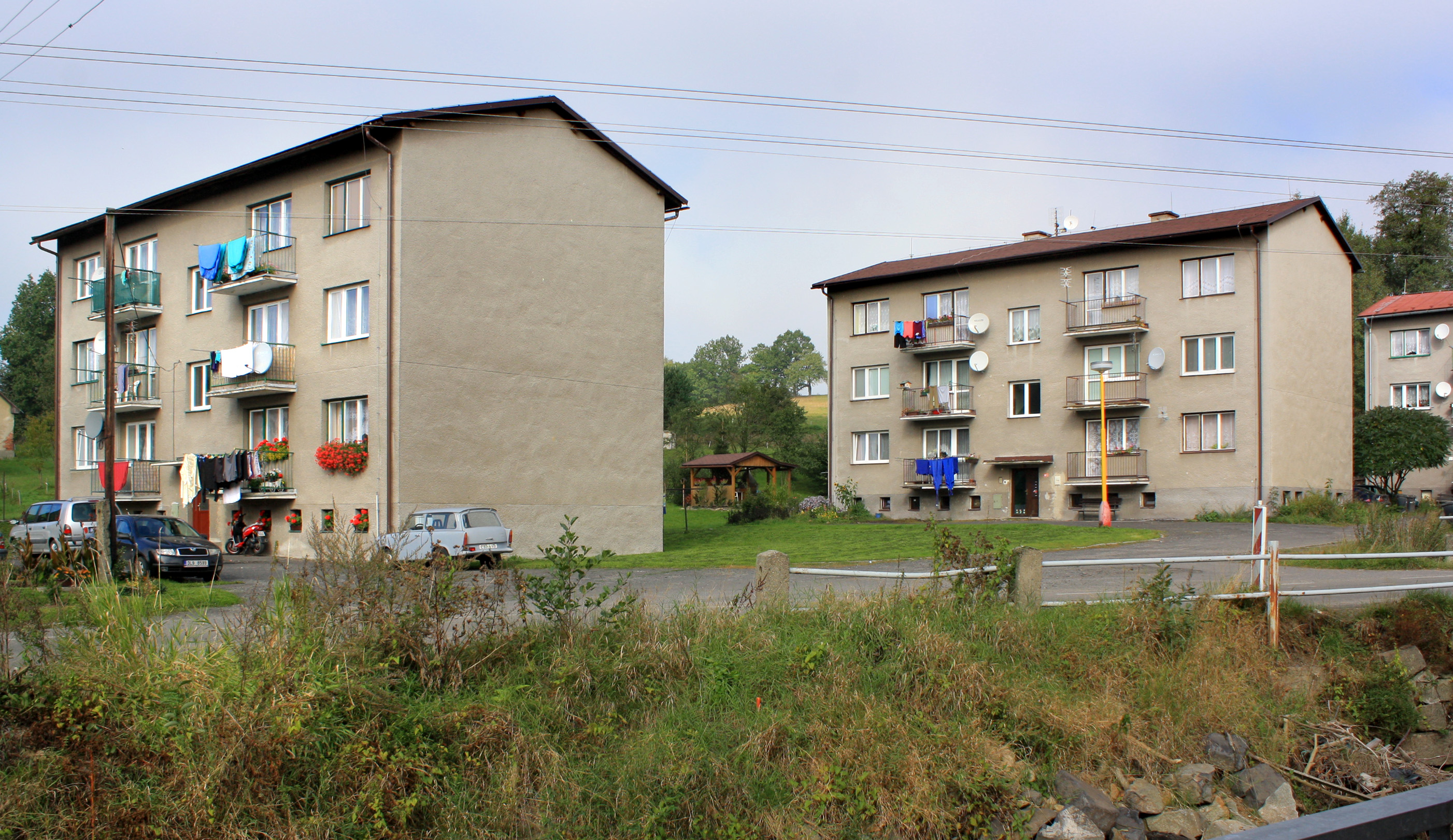
Bytovky v centru
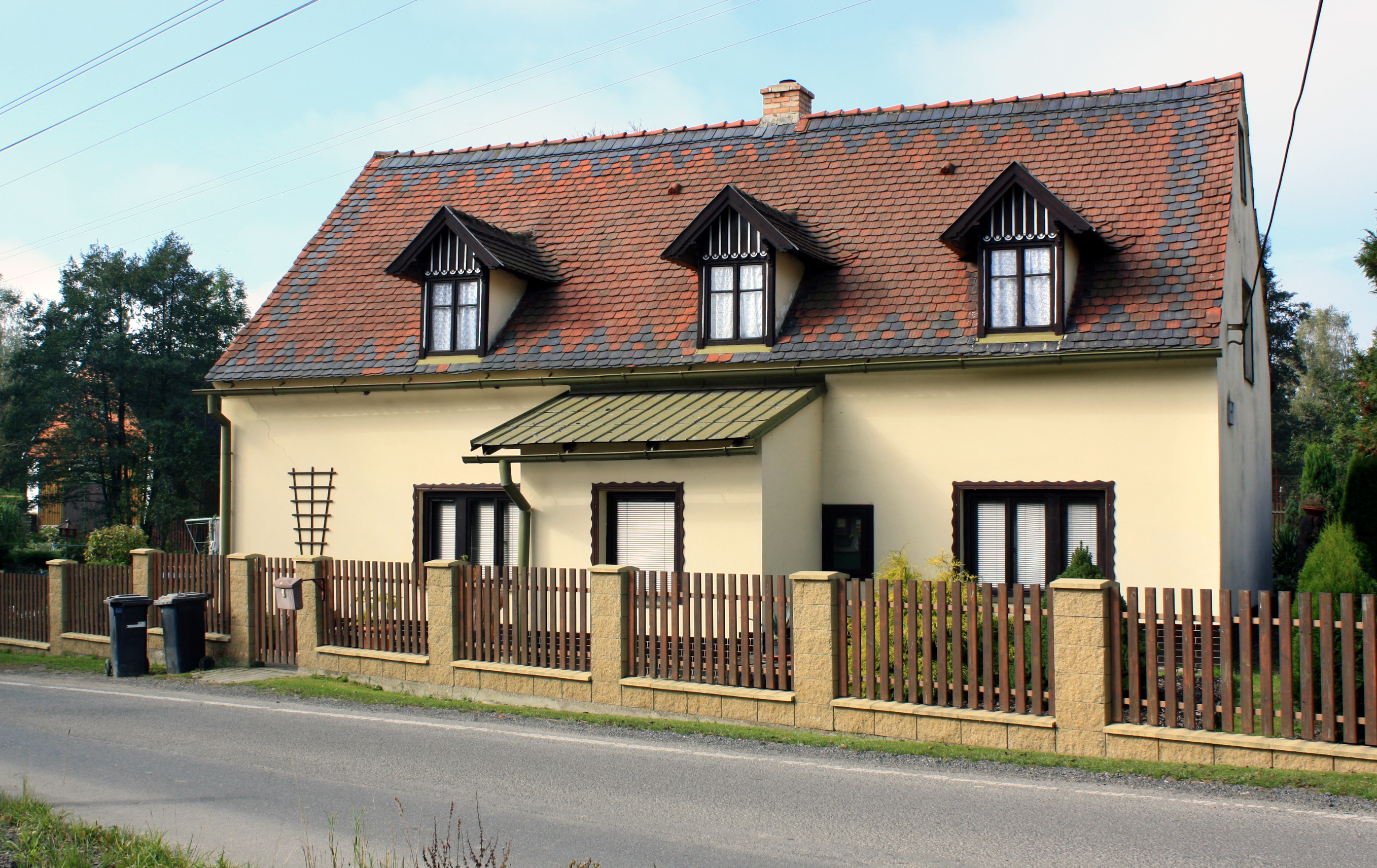
Domek u silnice
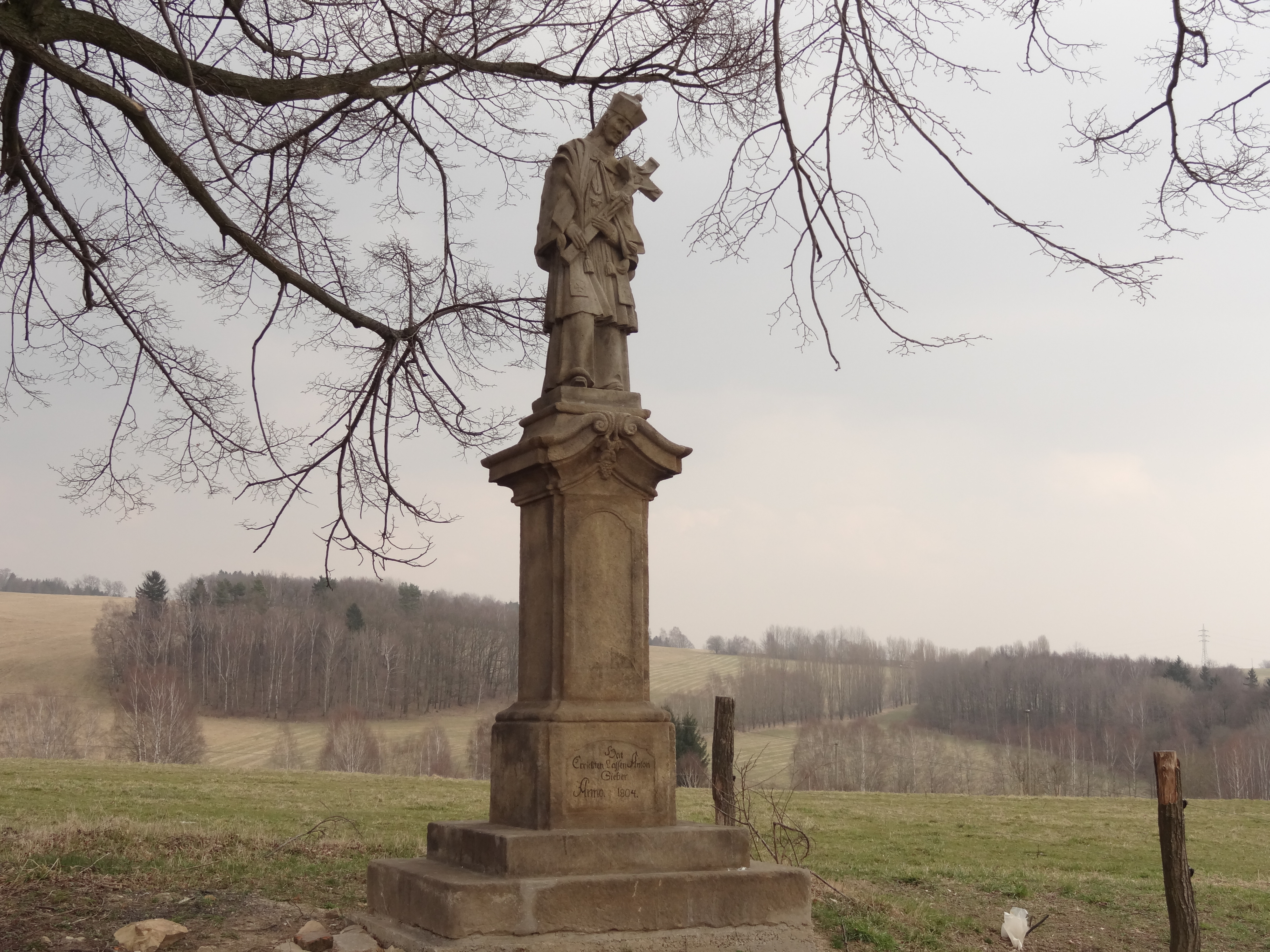
Socha sv. Jana Nepomuckého